# La chiamata
La chiamata è un dipinto di Paul Gauguin. Realizzato nel 1902 alle Isole Marchesi, ultimo domicilio del pittore, è conservato nel Cleveland Museum of Art.

## Descrizione
In questa scena di vita polinesiana, la gestualità delle due figure femminili al centro, scalze, come se agissero su un terreno consacrato, sembra alludere a una vocazione religiosa. Nel dipinto è raffigurata anche una terza donna, seduta sulle rive di un ruscello.